# 長野県看護大学
長野県看護大学（ながのけんかんごだいがく、英語: Nagano College of Nursing）は、長野県駒ヶ根市赤穂1694番地に本部を置く日本の公立大学。1995年創立、1995年大学設置。大学の略称は看護大。

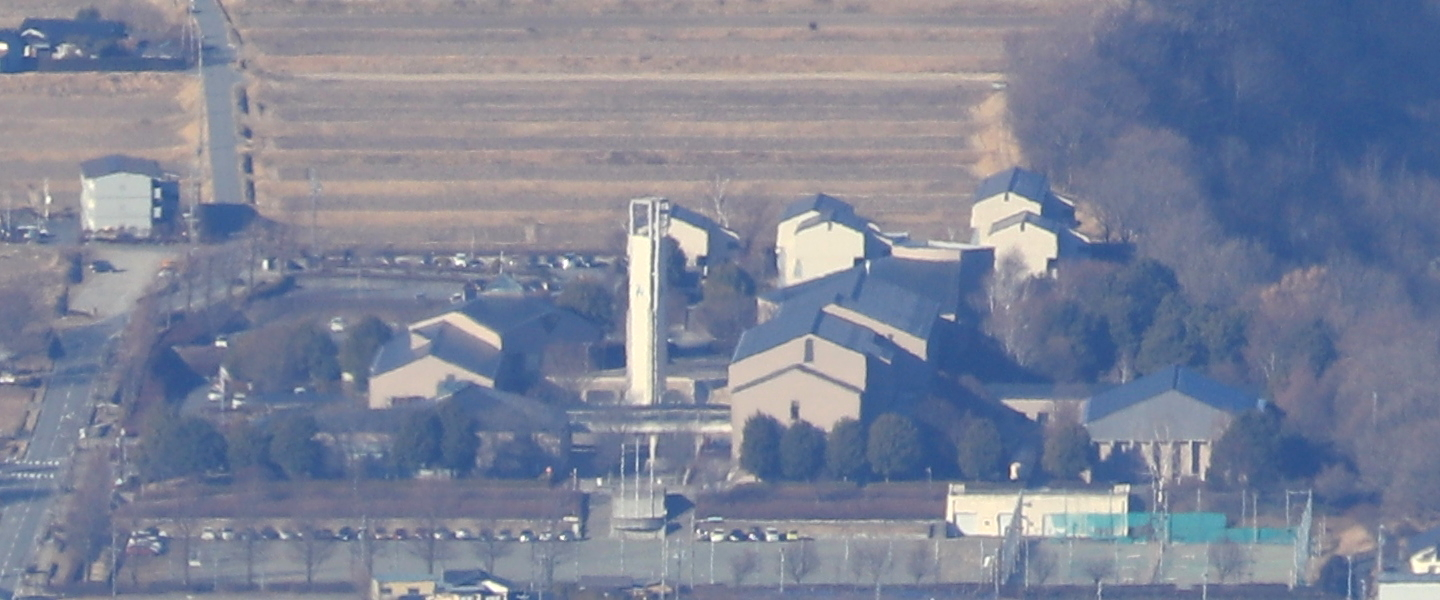
東側から望む大学の全景

設置者は長野県で、公立大学法人化はされていない。

## 沿革
〈主な出典〉
- 1995年4月 - 開校。看護学部を設置。
- 1999年4月1日 - 大学院看護学専攻博士前期課程を設置。
- 2001年 - 大学院看護学専攻博士後期課程を設置。

## 組織

### 学部

#### 看護学部
- 看護学科

### 研究科
- 看護学研究科[2]
  - 看護学専攻博士前期課程
    - 論文コース
    - 専門看護師（CNS）コース

  - 看護学専攻博士後期課程

### 附属機関
- 看護実践国際研究センター
  - 認定看護師教育部門[3]
    - 皮膚・排泄ケア分野
    - 感染管理分野
    - 認知症看護分野
- 付属図書館

## 大学関係者と組織

### 学長・学長経験者
- 阿保順子：元学長

## 最寄駅
- 東海旅客鉄道：飯田線大田切駅

## 対外関係

### 他大学との協定

#### 国内
- 放送大学[4]

#### 国外
- サモア　サモア国立大学[1]
- アメリカ合衆国　カリフォルニア大学サンフランシスコ校[1]
- 中国　揚州大学[1]

### 団体等との協定
- 駒ヶ根市（包括的連携協定）[1]
- 長野県立こころの医療センター駒ヶ根（看護連携型ユニフィケーション事業基本協定）[1]
- 伊那中央病院（看護連携型ユニフィケーション事業基本協定）[1]
- 昭和伊南総合病院（看護連携型ユニフィケーション事業基本協定）[1]
- 飯田市立病院（看護連携型ユニフィケーション事業基本協定）[1]
- 伊那神経科病院（看護連携型ユニフィケーション事業基本協定）[1]

## その他
- 毎年、大学入試センター試験が本学で行われる。この会場で受験するのは　伊那弥生ヶ丘高等学校及び、飯田風越高等学校である。